# Mortal Kombat Legends: Snow Blind
Mortal Kombat Legends: Snow Blind ist der dritte US-amerikanische Animationsfilm der Mortal-Kombat-Legends-Reihe von Ethan Spaulding aus dem Jahr 2022. Er wurde am 9. Oktober in Deutschland von Warner Bros. Animation veröffentlicht. Es handelt sich um die Fortsetzung von Mortal Kombat Legends: Battle of the Realms.

## Inhalt
Jahrzehnte nach Shao Kahns Niederlage ist Earthrealm durch Angriffe untoter Revenants zu einem Ödland mit isolierten Städten geworden. Der Black Dragon Clan, angeführt von Kano, hat diese Städte annektiert, wobei Kano sich selbst zum König erklärt hat.
Der gealterte Kuai Liang hat den Titel Sub-Zero abgelegt und lebt als Bauer zurückgezogen. Kabal, Kira und Kobra überfallen ihn und stehlen seine Vorräte, bevor sie in eine unberührte Stadt gelangen, die die Heimat des jungen Kriegers Kenshi Takahashi ist. Kenshi besiegt das Trio im Kampf, verschont jedoch ihr Leben. Später kehren sie mit Tremor und dem gealterten Shang Tsung zurück. Shang Tsung, der sich als "Song" ausgibt, erzählt Kenshi von einem mächtigen Schwert namens Sento, das ihm helfen könnte, den Black Dragon zu besiegen.
Kenshi wird zu einem Wüstengebiet gelockt, wo sich der Brunnen der Seelen befindet. Beim Öffnen wird er von einer Energie erfasst, die ihn erblinden lässt, während Shang Tsung die freigesetzten Seelen absorbiert und dadurch verjüngt wird. Shang Tsung lässt den blinden Kenshi im Brunnen zurück, doch das mystische Schwert Sento spricht telepathisch zu ihm und führt ihn aus dem Brunnen heraus.
Shang Tsung versucht später, Kano anzugreifen, wird jedoch von diesem getötet, da er aufgrund von Kanos kybernetischen Verbesserungen dessen Seele nicht absorbieren kann. Kano offenbart, dass er Shang Tsungs Verrat vorausgesehen hatte.
Kuai Liang findet den umherirrenden Kenshi und nimmt ihn auf. Er trainiert Kenshi, indem er dessen andere Sinne schärft. Kuai Liang erzählt, dass er einst eine Welle von Revenants mit einem Eissturm besiegte, dabei jedoch auch seine eigenen Clanmitglieder und Zivilisten tötete, was ihn dazu brachte, nie wieder seine Kräfte einzusetzen.
Als Kano eine weitere Stadt einnimmt, will Kenshi den Bewohnern helfen, doch Kuai Liang weigert sich. Nach einem Kampf zwischen den beiden entscheidet sich Kenshi, in die Stadt zu gehen, wird jedoch gefangen genommen. Kuai Liang zerstört daraufhin seine Farm, um Scorpion zu rufen, und nimmt seine Identität als Sub-Zero wieder an. Gemeinsam befreien sie Kenshi und besiegen die Mitglieder des Black Dragon. Kano wird schließlich getötet, als er versucht, eine alternative Zeitlinie zu erschaffen, um seine Macht zu sichern. Sub-Zero begibt sich daraufhin in das Netherrealm, nachdem er Scorpion versprochen hatte, ihn mitzunehmen, falls er seine Kräfte erneut einsetzt, und überlässt Kenshi die Verantwortung als neuen Beschützer von Earthrealm.

## Produktion
Die Produktion des Films wurde von Warner Bros. Animation in Zusammenarbeit mit dem südkoreanischen Studio Digital eMation durchgeführt. Die Synchronsprecher umfassen unter anderem Manny Jacinto als Kenshi, David Wenham als Kano und Ron Yuan als Kuai Liang/Sub-Zero. Ron Yuan, der zuvor Scorpion in Mortal Kombat 11 sprach, übernahm hier die Rolle des Sub-Zero.
Der Film wurde am 9. Oktober 2022 digital veröffentlicht, gefolgt von der Veröffentlichung auf 4K Ultra HD und Blu-ray am 11. Oktober 2022.

## Rezeption

### Kritiken
Auf Rotten Tomatoes erhielt der Film fünf Kritiken und bekam dabei 80 % Zustimmung. Das Publikum gab dem Film 86 % Zustimmung. In der Internet Movie Database erhielt der Film 6,7 von 10 Sternen. Brittany Vincent von IGN bewertete den Film mit 6 von 10 Punkten.